# Malaxa javanensis
Malaxa javanensis är en insektsart som beskrevs av Frederick Arthur Godfrey Muir 1919. Malaxa javanensis ingår i släktet Malaxa och familjen sporrstritar. Inga underarter finns listade i Catalogue of Life.